# Mutya Buena
Mutya Buena, född Rosa Isabel Mutya Buena den 21 maj 1985 i London, är en brittisk musiker, sångerska och låtskrivare. Hon var mellan 1998 och 2005 medlem i Sugababes.

## Karriär
Buenas mamma är från Irland och hennes far från Filippinerna; hennes syster Maya dog 2003 och låten "Maya" på albumet Three är tillägnad denna. Den 23 mars 2005 fick Buena sitt första barn Thalia Maya, tillsammans med pojkvännen Jay.
Vid sju års ålder hamnade Buena i samma klass som Keisha Buchanan. De har gjort musik sedan elva års ålder och bildade 1998 den brittiska gruppen Sugababes tillsammans med Siobhán Donaghy (som 2001 ersattes av Heidi Range). Buena ersattes i december 2005 av Amelle Berrabah.
Den 4 juni 2007 släpptes Buenas första soloalbum, Real Girl.

## Diskografi

### Soloalbum
- 2007 – Real Girl

### Singlar
- 2006 – "This Is Not Real Love" (duett med George Michael)
- 2007 – "B-Boy Baby" (med Amy Winehouse)
- 2007 – "Song 4 Mutya (Out Of Control)" (med Groove Armada)
- 2007 – "Real Girl"
- 2007 – "Just a Little Bit"
- 2020 – "Black Valentine" (med Electric Pineapple)

Singlar med Mutya Keisha Siobhan
- 2013 – "Flatline"